# رقص با شیاطین
رقص با شیاطین (ژاپنی: ダンス ウィズ デビルス هپبورن: Dansu Wizu Debirusu) یک مجموعه تلویزیونی انیمه ژاپنی به کارگردانی آئی یوشیمورا از محصولات استودیوی برینز بیس است که به تعداد ۱۲ قسمت از ۷ اکتبر تا ۲۲ دسامبر ۲۰۱۵ در شبکهٔ توکیو ام‌ایکس پخش شد. مجلهٔ نسخه سپتامبر ۲۰۱۵ جی فانتزی از انتشارات اسکوئر انیکس آشکار نمود، ساماکو ناتسو، نسخه مانگایی برای پروژه رقص با شیاطین راه‌اندازی می‌کند که از شماره بعدی این مجله در تاریخ ۱۸ سپتامبر ۲۰۱۵ شروع به چاپ شد. همچنین این مجله به این نکته اشاره داشت که داستان اصلی نسخه مانگا، متفاوت از روایات انیمه می‌باشد.

## داستان
ریتسوکا تاچیبانا یک دانش‌آموز سال دوم دبیرستان است که به فرهنگستان شیکو واقع در شهر شیکو مراجعه می‌کند. او با مادرش زندگی می‌کرد و از زندگی روزمره‌اش در مدرسه لذت می‌برد، اما در یکی از روزها، هنگامی که متوجه شد اعضای شورای دانش‌آموزی مدرسه‌اش جزو شیاطین محسوب می‌شوند، این تعادل به هم ریخته و به تباهی کشیده شد. ریتسوکا در مدرسه‌اش گرفتار درگیری بین ارواح خبیث و خون‌آشام شد و هر دو جناح معتقد بودند او آخرین راه برای کشف محل جادونامه ممنوعه است.